# Aileen Celeste Gómez
Aileen Celeste Gómez (Caracas, 16 de septiembre de 1979) es una actriz y modelo venezolana que se hizo conocer en la telenovela Mi gorda bella.                         

## Biografía
Aileen mide 1,60 m de altura. Gómez, quien ha sido denominada como 'La Catira', también desempeña su labor en el modelaje. Heredó su talento de su bisabuela con quien actuó en teatros de Portugal. Gómez también heredó la apariencia física su abuela y de su madre. Tiene dos hermanas más jóvenes que ella llamadas Kimberly y Kevelyn.
En el 2001 realizó un reality show de deportes extremos en Venevisión junto con Alex Barrios y Desirée Ortiz llamado Toda Acción. Este programa fue conducido por Marianne Suárez. Actualmente reside en Barcelona, España.

## Filmografía

### Telenovelas
- Jugando a ganar (1998) .... Michelle
- Calypso (1999) .... Clara Rosa
- La niña de mis ojos (2001) .... Sandra
- Mi gorda bella (2002–2003) .... Ariadna Villanueva Mercouri
- La Cuaima (2003-2004) .... Verónica
- Natalia de 8 a 9 (película) (2004) Ingrid Mososqué
- Mujer con pantalones (2004) .... Esther Paulini
- Por todo lo alto (2006) .... Victoria Bermúdez de Torres
- Decisiones (2007) .... Luisa (Colombia-USA)
- Nadie me dirá cómo quererte (2008-2009) .... Cristina Iturbe
- El ángel del acordeón (2008) .... Gabriela
- Alborada carmesí (2009) .... Amelia
- La viuda joven (2011) .... Vanessa Humboldt
- NPS (2011) .... Tatiana Jiurcovich
- Dulce amargo (2012-2013) María Fernanda Agüero "Mafe"